# Generalkriegskommissar

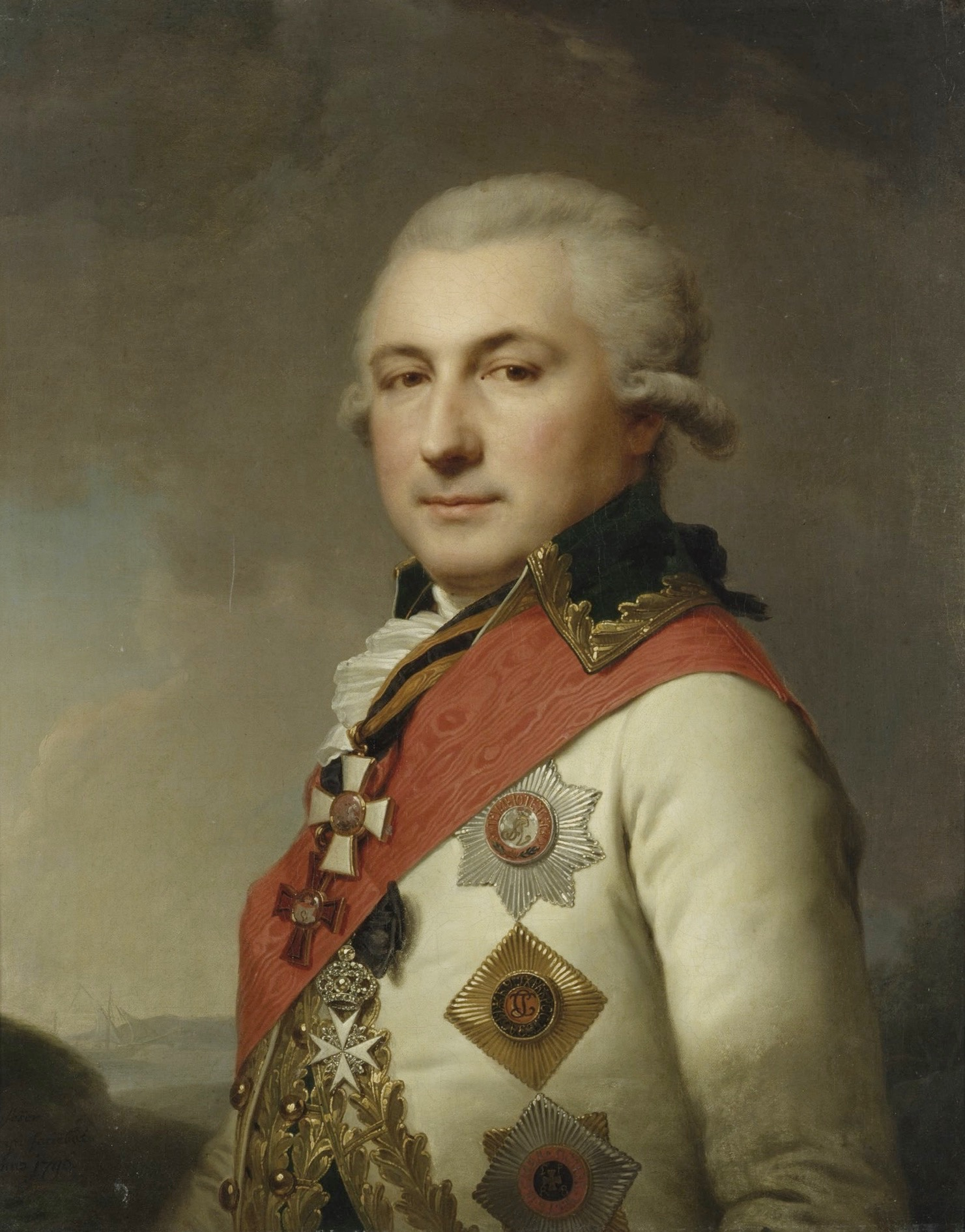
Johann Baptist von Lampi, Generalkriegskommissar im Range eines Admirals

Generalkriegskommissar (Originalbezeichnung russisch генерал-кригскомиссар / general-krigskomissar) – war eine militärische Dienststellung (eingeführt um 1707) und zugleich ein Dienstgrad (ab 1722) im zentralen Bereich der Verwaltung der Streitkräfte im Zarentum Russland bzw. Russischen Kaiserreich. Dienststellung und Rang wurden bis etwa 1868 geführt, wobei die betreffenden Amtsträger als Generalbevollmächtigte bezüglich Logistik, Versorgung, Materialwirtschaft und Finanzwesen galten. Vor 1707 lautete die Amtsbezeichnung Generalkommissar (General-komissar).
Gemäß Erlass von Zar Peter I vom 4. Februar 1722 wurden unter der Rangkategorie K3 folgende Rangbezeichnungen in die Rangtabelle aufgenommen.
- Heer: Generalkriegskommissar im Rang Generalleutnant
- Marine: Generalkriegskommissar der Marine (General-krigskomissar flota) im Rang Vizeadmiral

## Rangfolge K7 bis K2 gemäß Rangtabelle
- Kriegskommissar – Rangklasse K7
- Oberkriegskommissar (Ober-krigskomissar) – Rangklasse K6
- Ster Kriegskommissar (Schter-krigskomissar) – Rangklasse K5
- Oberster Kriegskommissar (Ober-schter-krigskomissar) – Rangklasse K4
- Generalkriegskommissar – Rangklasse K3
- Generalbevollmächtigter Kriegskommissar (General-plenipotenziar-krigs-komissar) – Rangklasse K2

Amtsträger bzw. Ranginhaber
- Golowin, F.A. – Generalkommissar in den Asowfeldzügen (1695–1696) unter Zar Peter I.
- Dolgorukow, J.F. (ab 1700) – nach Flucht aus Gefangenschaft bei Narva ernannt als Generalbevollmächtigter Kriegskommissar
- Trubezkoi, N.J. (1725–1730)
- Trubjetzkoi, G.P. (1730–1740)
- Buturlin, A.B. (19. September 1740–1741)
- Schachowskoi, J.P. (29. März 1753 – 16. August 1760)
- Glabow, A.I. (16. August 1760–1775)
- Durnowo, N.D. (8. Oktober 1775 – 28. Juni 1783; 22. Dezember 1791 – 14. April 1797 Ressortleiter Kriegskommissariat, jedoch ohne Rang Generlkriegskommissar)
- Potjomkin, M.S. (28. Juni 1783 – 14. Dezember 1791, starb im Amt)
- Wjasmitinow, S.K. (24. April 1797 – 5. November 1798)
- de Ribas, O.M. (2. Januar 1799–1800)
- Borschow, S.S. (5. Februar 1800 – 20. Juli 1805)
- Obreskow, M.A. (20. Juli 1805–1807)
- Balaschow, A.D. (24. November 1807 – 23. März 1808)
- Tatischtschew, A.I. (24. März 1808 – 14. März 1823)
- Putjata, W.I. (12. Dezember 1824 – 24. September 1827)
- Linden, A.E. (1828 – 10. April 1832)
- Schipow, S.P. (1832–1837)
- Chapaschow, W.I. (1837–1851)
- Nikoforow, A.M. (1852–1854)
- Nasimow, W.N. (25. März 1854 – 26. August 1856)
- Jakobson, I.D. (1856–1857, von 1861 bis 1864 Ressortleiter Kriegskommissariat, jedoch ohne Rang Generalkriegskommissar)
- Gruschkow, I.I. (1857–1859)
- Kankrin, W.E. (12. April 1859 – 29. November 1861)

## Andere europäische Länder
In Anlehnung an den Wortstamm Kriegskommissar gab es als herausgehobenen Dienstrad innerhalb der Ranggruppe der Generalität den Dienstgrad Generalkriegskommissar, auch Generalkriegskommissär bzw. Reichs-Generalkriegskommissar auch in verschiedenen deutschsprachigen Streitkräften.
Die nachstehende Übersicht enthält eine Auswahl der betreffenden Ranginhaber:
- Albert Goblet d’Alviella – belgischer Generalkriegskommissar
- Antonio von Caraffa
- Braun Karl von Ufflen – hessischer Generalkriegskommissar
- Carl Gustav von Löwenhaupt – kursächsischer Generalkriegskommissar
- Carl Gustav von Löwenhaupt – kursächsischer Gneralkriegskommissar
- Casper Otto von Sperling
- Christian zu Rantzau – dänischer Generalkriegskommissar
- Christoph Dietrich Bose der Ältere – kursächsischer Generalkriegskommissar
- Daniel Ludolf von Danckelman
- Detlev von Ahlefeldt
- Eberhard von Gemmingen-Hornberg (Oberst) – Generalkriegskommissär für Brabant
- Eugen Wratislaw von Mitrowitz – Generalkriegskommissär
- Friedrich von Falkenhazn
- Franz Ludwig von Hornthal – bayrischer Generalkriegskommissar
- Frederik von Haxthausen – dänisch-norwegischer Generalkriegskommissar
- Georg Konrad von der Goltz – preußischer Generalkriegskommissar
- Georg Conrad von der Goltz
- Hans Albrecht von Barfus
- Hans von Massow – preußischer Generalkriegskommissar
- Hans von Poser und Groß-Naedlitz – schlesischer Generalkriegskommissar
- Hans zu Rantzau – dänischer Generalkriegskommissar
- Heinrich Adolphsen Wisch – Generalkriegskommissar Schleswig-Holstein
- Joachim Ernst von Grumbkow – brandenburgischer Generalkriegskommissar
- Johan Adler Salvius
- Johann Albrecht Freiherr von Lerchenfeld – kurbayerischer Generalkriegskommissar
- Joachim Christian Geelmuyden Gyldenkrantz
- Johann Christoph von Herdegen – königlich-württembergischer Generalkriegskommissär
- Johann Elsener von Löwenstern – Reichs-Generalkriegskommissar
- Johann Ernst von Pelckhofen zu Moswang – kurbayerischer Generalkriegskommissar
- Joachim Friedrich von Blumenthal – brandenburgischer Kriegskommissar, ab 1647 kaiserlicher Generalkriegskommissar
- Johann Friedrich Adolf von der Marwitz – bayrischer Generalkriegskommissar
- Johann Karl Chotek von Chotkow – kaiserlicher Generalkriegskommissär
- Kotz von Dobrz
- Kurt Bertram von Pfuel – Generalkriegskommissar und höchster Geheimrat des Großen Kurfürsten Friedrich Wilhelm von Brandenburg in der späteren Phase des Dreißigjährigen Krieges.
- Laughlin Maclean
- Leopold Schlik zu Bassano und Weißkirchen – kaiserlicher Generalkriegskommissar
- Löwenstern – Reichs-Generalkriegskommissar
- Ludwig Heidenreich von Callenberg – hessischer Generalkriegskommissar
- Martin Chemnitz
- Martin Klinckow – schwedischer Generalkriegskommissar
- Nikita Jurjewitsch Trubezkoi – russischer Generalkriegskommissar
- Otto Magnus von Dönhoff
- Otto von Malsburg – kaiserlicher Generalkriegskommissar
- Peter Brandt (Oberrentmeister)
- Philipp Joachim Örnestedt – Generalkriegskommissar Schwedisch-Pommern
- Sigismund Heusner von Wandersleben – kaiserlicher Generalkriegskommissar[3]
- Valentin von Streffleur – österreich-ungarischer Generalkriegskommissar